# Керол Берг
Керол Берг (англ. Carol Berg, 1948 р.н.) — автор кількох фентезійних романів, у тому числі книги серій «Рай-Кірах», роману «Пісня звіра», книги серії «Міст Д'Арнат», серії «Маяк», серії «Колегія Магіка».
Берг здобула ступінь бакалавра у галузі математики в Університеті Райс, і ступінь у галузі комп'ютерних наук в Університеті Колорадо. Перш ніж повністю присвятити себе написанню книг, вона розробляла програмне забезпечення. Живе в Колорадо, і є матір'ю трьох хлопчиків.

### Серія «Рай-Кірах»
1. «Трансформація» (англ. Transformation, ISBN 0-451-45795-1) (2000)
2. «Одкровення» (англ. Revelation, ISBN 0-451-45842-7) (2001)
3. «Відновлення» (англ. Restoration, ISBN 0-451-45890-7) (2002)
4. «Викриття» (англ. Unmasking), повість в світі Рай-Кірах в колекції «Магія стихій» (англ. Elemental Magic, ISBN 978-0425217863) (2007)

### Серія «Міст Д'Арнат»
1. «Син Авонара» (англ. Son of Avonar, ISBN 0-451-45962-8) (2004)
2. «Варта донжону» (англ. Guardians of the Keep, ISBN 0-451-46000-6) (2004)
3. «Плетець душ» (англ. The Soul Weaver, ISBN 0-451-46017-0) (2005)
4. «Дочка Стародавніх» (англ. Daughter of Ancients, ISBN 0-451-46042-1) (2005)

### Всесвіт Святилища
Дует «Маяк»/Навронн
1. «Плоть і дух» (англ. Flesh and Spirit, ISBN 0-451-46088-х) (2007)
2. «Подих і кістка» (англ. Breath and Bone, ISBN 0-451-46186-х) (2008)
3. «Насіння» (англ. Seeds), розповідь у всесвіті королівства Навронн; у збірці «Blackguards: Tales of Assassins, Mercenaries and Rogues», Ragnarok Publications (ISBN 978-1941987063) (2015)

Дует «Святилище»
1. «Пил і світло» (англ. Dust and Light, ISBN 0-451-41724-0) (ISBN 978-0451417244) (2014)
2. «Попіл і срібло» (англ. Ash and Silver, ISBN 0-451-41726-7) (ISBN 978-0451417268) (2015)

### Серія «Колегія Магіка»
1. «Лінза духу» (англ. The Spirit Lens, ISBN 0-451-46311-0) (2010)
2. «Дзеркало душі» (англ. The Soul Mirror, ISBN 0-451-46374-9) (2011)
3. «Призма демона» (англ. The Daemon Prism, ISBN 0-451-46434-6) (2012)

### Інші роботи
1. «Пісня звіра» (англ. Song of the Beast, ISBN 0-451-45923-7) (2003)
2. «На Фенвік Фейре» (англ. At Fenwick Faire) у збірці «Broken Links, Mended Lives», RMFW Press (ISBN 978-0976022527) (2009)

## Номінації та нагороди
- Фіналіст (2001), Премія Комптона Крука, «Трансформація»
- Фіналіст (2000), Премія «Barnes & Noble» за перший твір, «Трансформація»
- Фіналіст (2002), Премія симпатій Romantic Times Reviewers за найкращу епічну фентезі, «Відновлення»
- Переможець (2003), Книжкова премія Колорадо, «Пісня звіра»
- Переможець (2005), Премія "Ґеффен" за найкращу перекладену фентезі, «Трансформація»
- Фіналіст (2006), RWA-FFP Prism Award за найкращу романтичну фентезі, «Дочка Стародавніх»
- Фіналіст (2006), Книжкова премія Колорадо, «Дочка Стародавніх»
- Фіналіст (2008), Книжкова премія Колорадо, «Плоть і дух»
- Переможець (2009), Книжкова премія Колорадо, «Подих і кістка»
- Переможець (2009), Міфоепічна премія для дорослої фентезі, «Плоть і дух», «Подих і кістка»
- Фіналіст (2010), Книжкова премія Колорадо, «Лінза духа»
- Переможець, (2011) Книжкова премія Колорадо, «Дзеркало Душі»